# Militärorden Michael der Tapfere

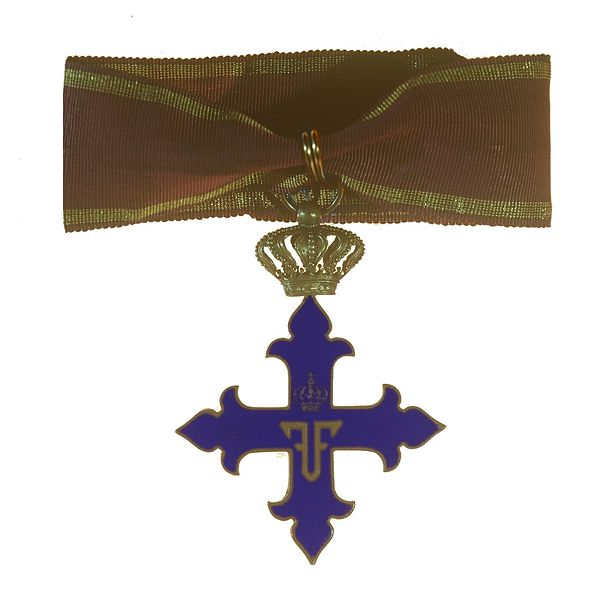
Militärorden Michael der Tapfere II. Klasse (1. Modell)

Der Orden Michaels des Tapferen (rumänisch Ordinul Mihai Viteazul) ist die höchste rumänische Tapferkeitsauszeichnung und wurde am 21. Dezember 1916 von König Ferdinand I. von Rumänien in drei Klassen gestiftet. Er ist nach Mihai Viteazul (1558–1601) benannt, der um 1600 kurzzeitig die drei im Wesentlichen das Gebiet des heutigen Rumänien abdeckenden Fürstentümer Walachei, Siebenbürgen und Moldau als Woiwode unter seiner Herrschaft vereinte.

## Ordensdekoration

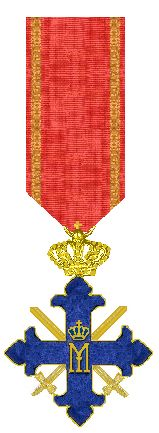
3. Modell (1944)

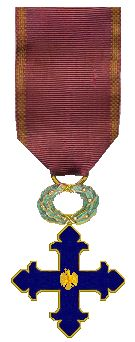
4. Modell (2000)

Das Ordenszeichen ist ein blauemailliertes, goldgerändertes Lilienkreuz mit geschweiften Balkenenden. In der Mitte befindet sich ein F als Spiegelmonogramm unter einer fünfbügeligen Krone. Das Kreuz der II. und III. Klasse hat als Überhöhung eine bewegliche fünfbügelige Krone. 1938 wurden dann für das 1. Modell die Schwerter gestiftet. Da sich Rumänien im Jahre 1938 in keinem Krieg befand und der Orden eine reine Tapferkeits- bzw. Kriegsauszeichnung war, wurde die Stiftung der Schwerter annulliert. Es wurden keine Auszeichnungen des 1. Modells (1916) und des 2. Modells (1941) mit Schwertern verliehen. Vom 2. Modell wurden folglich auch keine Exemplare mit Schwertern hergestellt. Die Ordenskreuze des 1. Modells variieren, bedingt durch verschiedene Hersteller, trotz der geringen Verleihungszahlen in ihrem Aussehen in Inschrift und Überhöhung.
Das Band ist kirschrot mit breiten goldenen Seitenstreifen.

## Geschichte
1941 erneuerte König Michael I. den Orden und bestimmte, dass die bisher rückseitig angebrachte Jahreszahl 1916 auf die Vorderseite und die Initialen M I mit der Jahreszahl 1941 auf die Rückseite kommen sollte. Nur bei der I. Klasse, dem Steckkreuz, befinden sich beide Daten und beide Chiffren auf der Vorderseite. Nach dem Staatsstreich 1944 wurde das Ordenszeichen neu, mit gekreuzten Schwertern, gestaltet. Als Jahreszahl befand sich nunmehr 1944 auf der Rückseite. Verleihungen des 3. Modells ohne Schwerter fanden nicht statt, da es diese Form nicht mehr gab.
Nach dem Ende des Sozialismus wurde der Orden 1990 von der Republik Rumänien, wieder mit drei Klassen, erneuert. Das blaue Lilienkreuz wurde beibehalten, in seiner Mitte auf der Vorderseite befindet sich der rumänische Adler, auf der Rückseite die Jahreszahlen 1916 und 2000. Die Aufhängung hat die Form eines Lorbeerkranzes.

## Träger
Während des Ersten Weltkriegs wurde die Auszeichnung auch an Offiziere der Entente-Mächte verliehen. So z. B. an britischen Feldmarschall Douglas Haig (II. Klasse).
Der rumänische General und Stabschef im Ersten Weltkrieg Constantin Prezan erhielt im Laufe seiner militärischen Laufbahn alle drei Klassen des Ordens verliehen.
Neben dem finnischen Feldmarschall, Carl Gustaf Emil Mannerheim, der die III. Klasse am 7. November 1941 erhielt, bekamen diese und höhere Klassen fast alle deutschen Generalfeldmarschälle des Zweiten Weltkriegs. Alle drei Klassen des 2. Modells wurden an folgende nichtrumänische Personen verliehen:
- Reichsmarschall Hermann Göring
- Großadmiral Erich Raeder
- Generalfeldmarschall Walther von Brauchitsch
- Generalfeldmarschall Wilhelm Keitel
- Generalfeldmarschall Friedrich Paulus
- Generaloberst Eugen von Schobert

Alle drei Klassen des 3. Modells wurden an den Marschall der Sowjetunion Rodion Malinowski, an den Marschall der Sowjetunion Fjodor Iwanowitsch Tolbuchin und an den Generaloberst Iwan Sacharjewitsch Ssussajkow verliehen.